# Район Міхама
35°36′ пн. ш. 140°6′ сх. д. / 35.600° пн. ш. 140.100° сх. д.

Райо́н Міха́ма (яп. 美浜区, みはまく, МФА: [mʲihama ku̥], «Краснобережний район») — район міста Тіба префектури Сайтама в Японії. Станом на 1 жовтня 2008 площа району становила 21,16 км². Станом на 1 січня 2009 населення району становило 150 099 осіб.